# Sara Nović
Sara Nović (ur. 1987) – chorwacka pisarka mieszkająca w USA, tłumaczka i wykładowczyni pisania kreatywnego. Jest także działaczką na rzecz praw osób niesłyszących, piszącą o wyzwaniach, przed jakimi stanęła jako niesłysząca powieściopisarka.

## Życiorys
Jest najbardziej znana za sprawą swojej debiutanckiej powieści Dziecko wojny. Utwór opowiada historię Anny Jurić, dziesięcioletniej dziewczynki, której życie naznaczone jest wojną domową i rozpadem Jugosławii. W 2016 roku powieść otrzymała nagrodę Alex dla młodych pisarzy. W 2014 roku przyznano jej stypendium ALTA Travel Fellowship Amerykańskiego Stowarzyszenia Tłumaczy Literatury (American Literary Translators Association).  Oprócz publikowania własnych dzieł literackich, wydała swoje tłumaczenia wierszy Izeta Sarajlića, znanego pisarza bośniackiego. W 2013 roku za przekład jego wiersza Nakan Ranjavanja otrzymała nagrodę Willis Barnstone Translation Prize. Zajmowała się także tłumaczeniem literatury na amerykański język migowy (ASL).
Jest absolwentką Columbia University, gdzie studiowała literaturę i przekład literacki. Jest redaktorką w czasopiśmie "Blunderbuss", a także założycielką bloga poświęconego prawom osób głuchych Redeafined. Pracuje również jako asystentka profesora kreatywnego pisania na Stockton University.